# Мархлевский, Леон Павел
Леон Павел Теодор Мархлевский (пол. Leon Paweł Teodor Marchlewski; 15 декабря 1869, Влоцлавек (ныне Куявско-Поморского воеводства Польши — 16 января 1946, Краков) — польский учёный, химик, профессор, доктор наук, педагог, ректор Ягеллонского университета (1926—1928), вице-президент Польской академии знаний, организатор науки, один из организаторов и председатель Польского химического общества (1919), создатель польского государственного научного сельскохозяйственного института в Пулавах и Быдгоще. Первый председатель Союза христианской молодёжи Польши (YMCA, 1922). Деятель «Польской крестьянской партии». Сенатор Польской Республики (1928—1935).

## Биография
Брат политического деятеля и революционера Юлиана Мархлевского. Окончил в 1890 году химическое отделение Швейцарской высшей технической школы Цюриха. На протяжении двух лет работал у знаменитого швейцарского аналитика Лунге. В его лаборатории Мархлевский работал над методами определения минимальных количеств серы, содержащейся в её соединениях в виде сульфидов. Эта работа получила высокую оценку и принесла Мархлевскому докторскую степень в Цюрихском университете (1892).
В 1890—1900 годах работал в Швейцарии и Англии, с 1900 по 1946 — в Польше.
Читал лекции в университете Кракова. В 1913—1914 и 1925—1926 — декан медицинского факультета Ягеллонского университета. В 1926—1927 и 1927—1928 — ректор.
Кроме польских, член многих зарубежных научных обществ (в том числе, Международного союза теоретической и прикладной химии, Югославской академии наук, сельскохозяйственной академии ЧССР, химических обществ Франции и Румынии
Его сын Теодор Мархлевский, польский биолог и генетик, также был ректором Ягеллонского университета в 1948-1956.

## Научная деятельность
Интересы Л. Мархлевского были сосредоточены в области органической, неорганической и аналитической химии , биохимии, а также химических технологий.
Основные работы учёного посвящены изучению антрахиноновых и нафтохиноновых красителей, главным образом, естественного происхождения. Установил (1897‒1901) совместно с М. Ненцким химическое родство гемоглобина и хлорофилла. Работал в области химии сахаров; изучал абсорбционные спектры некоторых органических соединений в ультрафиолетовой области.

## Награды
- Командорский крест Ордена Возрождения Польши
- Золотой Крест Заслуги
- Командор Ордена Данеброг (Дания)
- Доктор Honoris causa Ягеллонского университета